# (39488) 1981 EM6
(39488) 1981 EM6 est un astéroïde de la ceinture principale d'astéroïdes découvert en 1981.

## Description
(39488) 1981 EM6 a été découvert le 6 mars 1981 à l'observatoire de Siding Spring, situé près de Coonabarabran, en Nouvelle-Galles du Sud, en Australie, par Schelte J. Bus.

### Caractéristiques orbitales
L'orbite de cet astéroïde est caractérisée par un demi-grand axe de 2,59 ua, un périhélie de 2,25 ua, une excentricité de 0,13 et une inclinaison de 13,07° par rapport à l'écliptique. Du fait de ces caractéristiques, à savoir un demi-grand axe compris entre 2 et 3,2 ua et un périhélie supérieur à 1,666 ua, il est classé, selon la JPL Small-Body Database, comme objet de la ceinture principale d'astéroïdes.

### Caractéristiques physiques
(39488) 1981 EM6 a une magnitude absolue (H) de 14,7 et un albédo estimé à 0,050.